# Gustave Kahn
Gustave Kahn, ps. Cabrun, M. H., Walter Linden, Pip et Hixe (ur. 21 grudnia 1859 w Metzu, zm. 5 września 1936 w Paryżu) – francuski poeta, prozaik, dramaturg oraz krytyk sztuki epoki symbolizmu.

## Zarys biograficzny

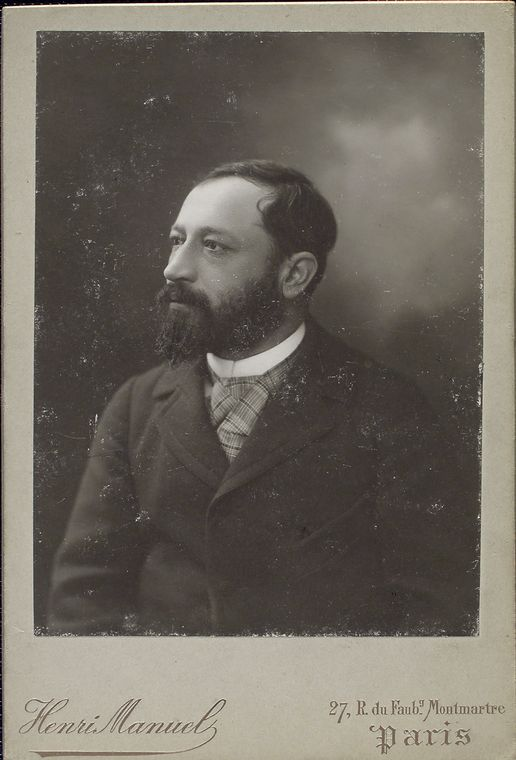
Gustave Kahn, ok. 1900-1910.

Pochodził z rodziny żydowskiej. Urodził się w Metzu, stolicy Lotaryngii. Studia ukończył w Paryżu, następnie służył w wojsku w Afryce Północnej.
Po powrocie do Paryża redagował wiele czasopism literackich (m.in. La Vogue, Le Mercure de France). Był głównym teoretykiem symbolizmu oraz współzałożycielem związanych z tym kierunkiem pism, m.in. wspomnianego La Vogue i Le Symboliste.
Jako krytyk sztuki i publicysta interesował się awangardowymi prądami artystycznymi, a także społecznymi (anarchizmem, socjalizmem, syjonizmem i feminizmem).
Zasłynął jako współtwórca teorii tzw. wiersza wolnego w poezji, w którego prekursorskiej wówczas estetyce został napisany jego debiutancki zbiór poezji Les Palais nomades (Pałace wędrowne, 1887). Był autorem licznych powieści, wierszy, biografii (np. Rodin, 1906) oraz głośnej książki krytyczno-literackiej Symbolistes et décadents (1902).
Jego żona Elizabeth, w proteście przeciw antysemityzmowi przeszła na judaizm i zmieniła imię na Rachel.

## Ważniejsze prace

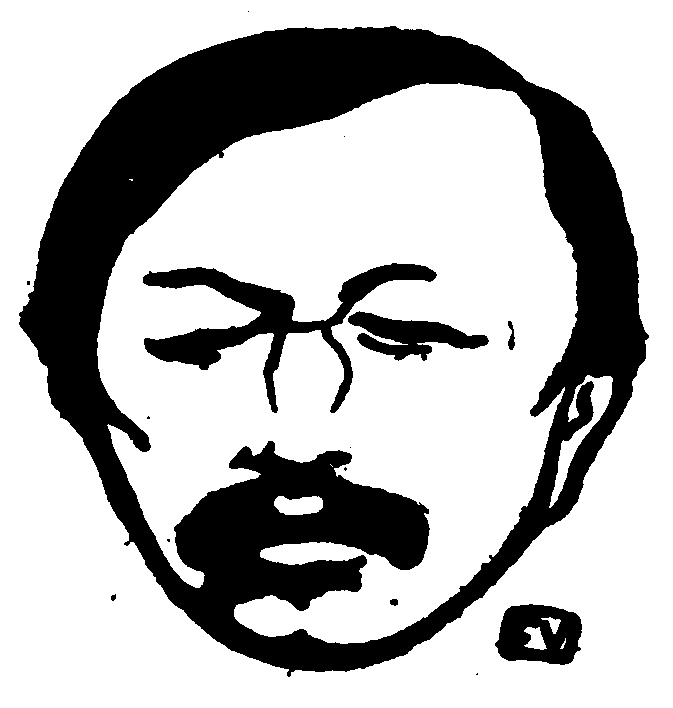
Gustave Kahn w karykaturze Félixa Vallottona, ok. 1896.

- Les Palais nomades (Pałace wędrowne, 1887)
- Chansons d’amant (1891)
- Domaine de fée (1895)
- Le Roi fou (1896)
- La Pluie et le beau temps (Deszcz i pogoda, 1896)
- Limbes de lumières (1897)
- Le Livre d’images (1897)
- Premiers poèmes (1897)
- Le Conte de l’or et du silence (1898)
- Les Petites Ames pressées (1898)
- Le Cirque solaire (1898)
- Les Fleurs de la passion (1900)
- L’Esthétique de la rue (Estetyka ulicy, 1901)
- L’Adultère sentimental (1902)
- Symbolistes et décadents (1902)
- Odes de la " Raison " (1902)
- Contes hollandais (1903)
- La Femme dans la caricature française (1907)
- Contes hollandais (deuxième série) (1908)
- La Pépinière du Luxembourg (1923)
- L’Aube enamourée (1925)
- Mourle (1925)
- Silhouettes littéraires (1925)
- La Childebert (1926)
- Contes juifs (Baśnie żydowskie, 1926)
- Images bibliques (1929)
- Terre d’Israël (1933)
- Les Origines du symbolisme (1936)